# Приморський край
Примóрський край — адміністративно-територіальна одиниця Російської Федерації.
Приморський край був утворений 20 жовтня 1938 року за указом Президії Верховної ради СРСР «Про розділення Дальносхідного краю на Хабаровський і Приморський краї»
Адміністративний центр — місто Владивосток. Розташований в південно-східній частині Російської Федерації, зі сходу омивається Японським морем. Межує на заході з Китаєм і на півдні з Північною Кореєю. На півночі межує з Хабаровським краєм РФ.

## Виконавчайзаконодавча влада
Губернатор краю —  Олег Миколайович Кожем'яко.
Законодавчі Збори Приморського краю є постійно діючим законодавчим (представницьким) органом державної влади краю. Чисельний склад Законодавчих Зборів — 39 депутатів.

## Часовий пояс
Приморський край перебуває в годинному поясі, позначуваному по міжнародному стандарту як Vladivostok Time Zone (VLAT/VLAST). Зсув відносно UTC становить +10:00 (VLAT, зимовий час) / +11:00 (VLAST, літній час), тому що в цьому годинному поясі діє перехід на літній час. Щодо Московського часу годинний пояс має постійний зсув +7 годин і позначається в Росії відповідно як MSK+7. Владивостоцький час відрізняється від поясного часу на одну годину, тому що на території Росії діє декретний час.

## Корисні копалини
У Примор'я відкритий цілий ряд великих і унікальних родовищ різноманітних корисних копалин, на базі яких створена й функціонує найпотужніша на Далекому Сході гірничодобувна промисловість.
У краї виробляється більше 92 % флюориту (плавикового шпату) Росії, 64 % вольфрамових концентратів, майже 100 % борних продуктів, 73,6 % свинцю в концентраті й 8,4 % свинцю рафінованого, добувається 18,2 % олова Росії.

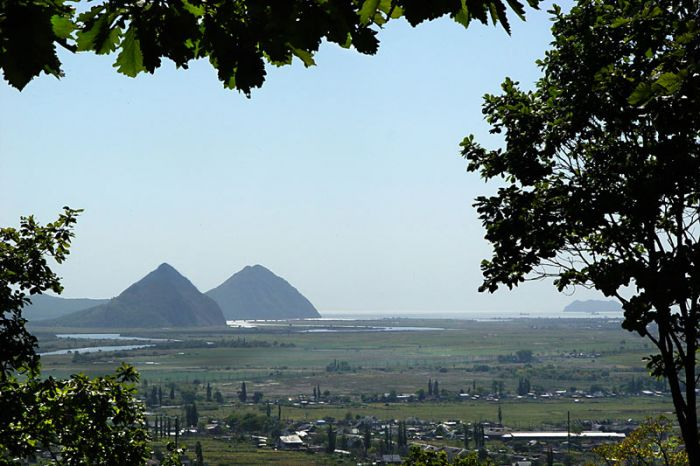
Сопки Брат і сестра, м. Находка

У краї виявлено майже 100 вугільних родовищ із загальними прогнозними запасами до 2,4 млрд т. Основні родовища вугілля — Бікінське, Павловське, Шкотовське й Артем'євське — буровугільні, Партизанське й Раздольненське — кам'яновугільні. Багато родовищ вугілля мають складні гідрогеологічні умови (невелика товщина вугільних шарів і їхня висока обводненность). Це утруднює видобуток вугілля, робить його дорожчим. Разом з тим близько 70 % запасів вугілля придатне для відкритої розробки.
Край багатий родовищами кольорових металів. Відомо близько 30 родовищ олова, які в основному розташовані у Кавалеровському, Дальнегорському (видобуток і збагачення здійснює «Дальполіметал») і Красноармійському районах. У цих ж районах зосереджене близько 15 родовищ поліметалевих руд, що містять цинк, свинець, мідь, срібло, вісмут, рідкісноземельні метали. У Красноармійському й Пожарському районах краю є кілька родовищ вольфраму. Крім вольфраму в цих рудах утримується мідь, срібло, золото, вісмут і інші коштовні метали. У північно-східних районах Сіхоте-Аліню знайдено кілька родовищ срібла.
У краї розвідано більше 50 родовищ золота. Золотоносні родовища є як на півдні Примор'я, так і на півночі. Близько 60 % усіх запасів золота перебувають у розсипах по долинах річок.
У районі Дальнегорська розташоване найбільше в Росії родовище бору (датолітових, боромістких руд). Воно розробляється відкритим способом і може забезпечити роботу переробних підприємств не менш ніж на 50 років. Плавиковий шпат добувається в Хорольському районі (Вознесенське й Погранічне родовища). Крім плавикового шпату в рудах цього родовища містяться рідкісні метали. Відкрито кілька родовищ фосфоритів на материковому схилі Японського моря.
У структурі видобутку традиційно переважають буре й кам'яне вугілля — 47 %, значну роль відіграють кольорові й рідкісні метали — 21 % і неметали — 14 %. Виробництво благородних металів (золота з розсипних і комплексних вольфрамово-мідних родовищ, срібла з комплексних поліметалевих родовищ) не перевищує 10 %, видобуток загальнопоширених корисних копалин — 3 %.
У краї є перспективи виявлення промислових родовищ як традиційних для краю корисних копалин, так і нових, на базі яких можуть бути створені великі гірничодобувні підприємства. Із традиційних корисних копалин є перспективи пошуків скарново-шеєлітових родовищ у Лермонтовському рудному вузлі й високоякісних лікувальних грязей у бухті Експедиції на півдні Примор'я.
Особливо сприятливі перспективи в краї є на виявлення нових промислових рудних родовищ благородних металів (золота й срібла).
З нових корисних копалин у Примор'я є перспективи виявлення родовищ стибію, ртуті, марганцю, бариту, каолінів, і високоякісних кварцитів для виробництва скла, у яких у цей час Росія має велику потребу.

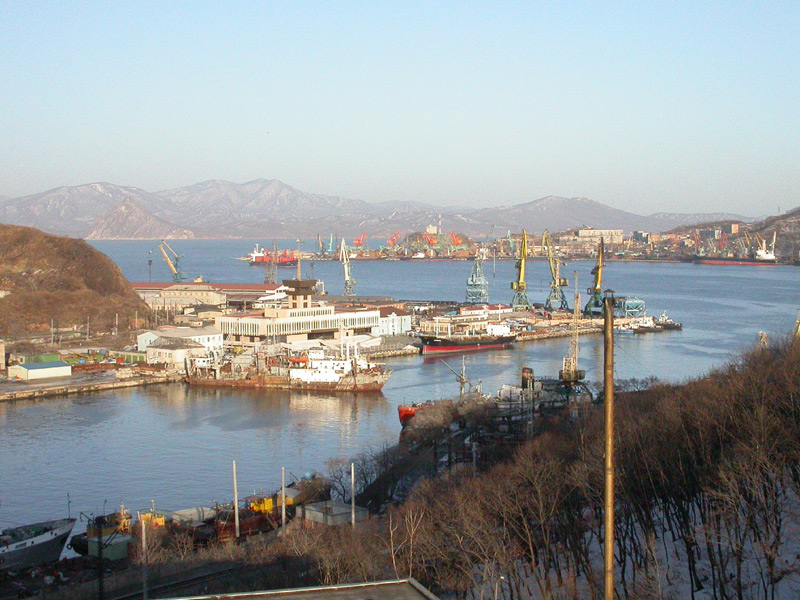
м. Находка

У краї в останні роки з'явилися перспективи виявлення родовищ дорогоцінних каменів: алмазів у корінному заляганні й корундів у розсипах, у першу чергу сапфірів у Вострецовському золотоносному районі. Є недорозвідане родовище Райдужне шляхетного опала в межах Алчанської вулканоструктури.
В 1999—2000 роках почата переоцінка перспектив краю на нафту й газ, як у наземній частині, так і на шельфі Японського моря. Прогнозна оцінка на нафту за різними авторами коливається в межах 10-150 млн тонн. Розвинена інфраструктура краю й віддаленість від нафтовидобувних регіонів Росії дозволяє з високим ступенем імовірності припускати, що розробка навіть дрібних родовищ нафти й газу буде економічно доцільною.
Не освоюються розвідані родовища германія, за запасами якого Примор'я займає одне із провідних місць у світі. Також чекають свого освоєння родовища вермикуліту, графіту, тальку й інших корисних копалин.

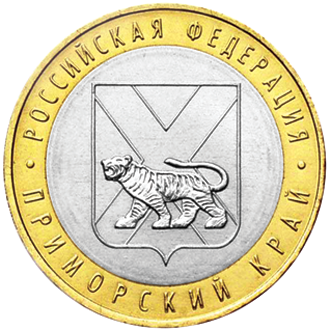
Монета номіналом 10 рублів 2006 року випуску із серії «Російська Федерація»

До 80 % території краю займають винятково різноманітні за складом ліси: хвойні, широколисті, дрібнолисті дерева й чагарники, багато з яких ендемічні (абрикос маньчжурський, актинідія, женьшень). Лісопокрита площа становить 12,3 млн га, загальні запаси деревини — 1,75 млрд м³. Ліси третьої групи займають близько 60 % лісопокритої площі, а ліси, де можливе рубання — близько 75 %. Для Приморського краю норма вирубки становить близько 10 млн м³ у рік. У деяких районах вирубується набагато більше раціональних норм, а у важкодоступних районах ліс може не вирубуватися взагалі. Ліси Приморського краю також багаті кедровими горіхами, лікарськими рослинами (лимоник, женьшень).
У Примор'ї сполучаться тайга й субтропічні ліси. Узимку лютують морози близько −30 °C (іноді до −50 °C), улітку — +30 (місцями до +40 °C). Район є найпівденнішим у зоні тайги й найпівнічнішим у зоні субтропіків, що визначає багатство флори й фауни, різноманітність ландшафту, тепле море на півдні, наявність джерел мінеральних вод — усе це дозволяє розвивати туризм у краї.

## Адміністративний поділ
Приморський край складається з 12 міських округів і 22 муніципальних районів, на території яких розташовуються 29 міських поселень і 116 сільських поселень.
Багато населених пунктів засновані поселенцями з Центральної Росії, України та Білорусі й отримали імена рідних місць:
- Хороль — на честь українських міста і річки Хорол
- Чернігівка — на честь міста Чернігів та Чернігівської губернії.
- Чугуївка — на честь міста Чугуїв.
- Київка
- Тереховка — на честь білоруського поселення
- Речиця — на честь білоруського міста
- Лідовка — на честь білоруського міста Ліда
- Ніжино та Новоніжино — на честь міста Ніжин
- Нова Москва
- Прилуки — на честь українського міста Прилуки
- Суражівка — на честь міста Сураж колишньої Чернігівської губернії, нині Брянської області.
- Полтавка — на честь Полтави.
- Уссурійськ
- Камінь-Риболов

## Населення
Національний склад Приморського краю за переписом населення 2010 року:
|                        | %        | %       | %      | %   |
| росіяни                | українці | корейці | татари |     |
| ---------------------- | -------- | ------- | ------ | --- |
| м. Владивосток         | 92,4     | 2,0     | 0,8    | 0,5 |
| м. Арсеньєв            | 96,0     | 2,3     | 0,2    | 0,4 |
| м. Артем               | 92,7     | 2,1     | 1,4    | 1,2 |
| м. Великий Камінь      | 94,3     | 2,3     | 0,5    | 0,4 |
| м. Дальнєгорськ        | 96,5     | 1,5     | 0,3    | 0,4 |
| м. Дальнєрєченськ      | 93,4     | 3,7     | 0,4    | 0,3 |
| м. Лісовазодськ        | 93,6     | 3,8     | 0,6    | 0,3 |
| м. Находка             | 93,1     | 2,4     | 1,2    | 0,7 |
| м. Партизанськ         | 92,6     | 2,1     | 2,5    | 1,2 |
| м. Спаськ-Дальній      | 93,3     | 3,1     | 0,9    | 0,6 |
| м. Уссурійськ          | 91,0     | 2,4     | 3,0    | 0,5 |
| м. Фокіно              | 91,2     | 3,8     | 0,4    | 0,9 |
| Анучинський район      | 92,9     | 3,6     | 0,5    | 0,7 |
| Дальнєрєченський район | 88,8     | 8,7     | 0,2    | 0,2 |
| Кавалеровський район   | 95,4     | 2,5     | 0,1    | 0,6 |
| Кіровський район       | 92,6     | 5,3     | 0,2    | 0,3 |
| Красноармійський район | 94,2     | 3,4     | 0,0    | 0,5 |
| Лазовський район       | 92,6     | 3,5     | 0,4    | 0,4 |
| Михайлівський район    | 90,3     | 4,4     | 1,9    | 0,3 |
| Надєждинський район    | 92,7     | 3,1     | 0,3    | 1,2 |
| Ольгинський район      | 91,2     | 4,4     | 0,1    | 0,4 |
| Партизанський район    | 89,8     | 3,9     | 2,2    | 0,7 |
| Погранічний район      | 88,3     | 2,7     | 0,6    | 1,2 |
| Пожарський район       | 91,6     | 3,5     | 0,1    | 0,4 |
| Спаський район         | 90,3     | 4,6     | 1,6    | 0,5 |
| Тернейський район      | 94,1     | 2,5     | 0,2    | 0,4 |
| Ханкайський район      | 91,1     | 5,2     | 0,1    | 0,5 |
| Хасанський район       | 92,5     | 2,5     | 0,4    | 0,9 |
| Хорольський район      | 91,8     | 6,1     | 0,1    | 0,3 |
| Чернігівський район    | 91,7     | 4,0     | 1,0    | 0,8 |
| Чугуївський район      | 94,4     | 3,1     | 0,1    | 0,3 |
| Шкотовський район      | 93,6     | 2,9     | 0,5    | 0,7 |
| Яковлівський район     | 91,7     | 4,5     | 0,4    | 0,6 |
| Приморський край       | 92,5     | 2,8     | 1,0    | 0,6 |

### Українці

За переписом 1897 року українці (жовтий колір) були найчисельнішим народом у Південно-Уссурійському окрузі, який займав більшу частину нинішнього Приморського краю

Переселенці з України та з Білорусі, а також жителі сучасної України Південний регіон Далекосхідного краю називають Зелений Клин.
На початку 20 століття Примор'я називали «другою Україною». Перепис населення краю, здійснений 1909 Загальноземською організацією засвідчив, що в Амурській області українці становили 40,6 % населення, а в Приморській області — 75 % населення.
Загалом, протягом 1858—1914 років в Примор'я переселилися 22 122 селянські родини, 70 % яких були вихідцями з України. В Південно-Усурійському краю вони становили 81,26 % усіх селян-переселенців.
Станом на 1923 рік, через політику русифікації царської Росії та еміграцію після громадянської війни в Росії, частка українців в Примор'ї зменшилася — їх нараховувалося 219 462 осіб, близько 50 % населення регіону.
В 1931 році в Примор'ї стартував процес українізації, в ході якої Чернігівський, Ханкайський, Спаський і Калінинський райони краю були перетворені в українські національні райони. В Спаську відкрався український педагогічний технікум, який планувалося реформувати в інститут. Проте в грудні 1932 року, напередодні Голодомору, за рішенням ЦК ВКП(б) усі українські організації Примор'я були ліквідовані, а українізаційний курс скасований і замінений русифікацією.
За даними радянського перепису 1989 року, українці Примор'я становили лише 8,2 % населення — 182 тисяч осіб.